# ووهیمالازا
ووهیمالازا (به لاتین: Vohimalaza) یک منطقهٔ مسکونی در ماداگاسکار است که در ونگایندرانو واقع شده‌است. ووهیمالازا ۷٬۰۰۰ نفر جمعیت دارد و ۲۰ متر بالاتر از سطح دریا واقع شده‌است.